# Aycan Yanaç
Aycan Yanaç (* 21. November 1998 in Nürnberg) ist eine türkische Fußballspielerin. Seit 2018 ist sie für die türkische Fußballnationalmannschaft aktiv.

## Leben und Karriere
Yanaç spielt auf der Stürmerposition. Im Januar 2014 wechselte sie vom 1. FC Nürnberg zur SpVgg Greuther Fürth. Im Oktober 2015 kehrte sie zu ihrem vorherigen Verein zurück. Zwischen 2014 und 2016 spielte sie elf Spiele und erzielte drei Tore.
Im August 2020 zog sie in die Türkei und unterschrieb bei ALG Spor. Sie wurde in die türkische Nationalmannschaft einberufen und debütierte am 7. April 2018 im Freundschaftsspiel gegen Estland.
2020 nahm Yanaç an der türkischen Reality-Fernsehshow Survivor Türkiye teil. 2022 kehrte sie in der All-Star-Staffel von Survivor zurück und trat erneut als Kandidatin an. Yanaç nahm außerdem an der Sport1-Reality-Show Exatlon Germany teil, die von September 2024 bis Februar ausgestrahlt wurde.